# Wouter Jolie
Wouter Jolie, né le 7 juillet 1985 à Naarden, est un joueur néerlandais de hockey sur gazon.
Il fait partie de l'équipe des Pays-Bas de hockey sur gazon médaillée d'argent aux Jeux olympiques d'été de 2012.

## Palmarès

### Jeux olympiques

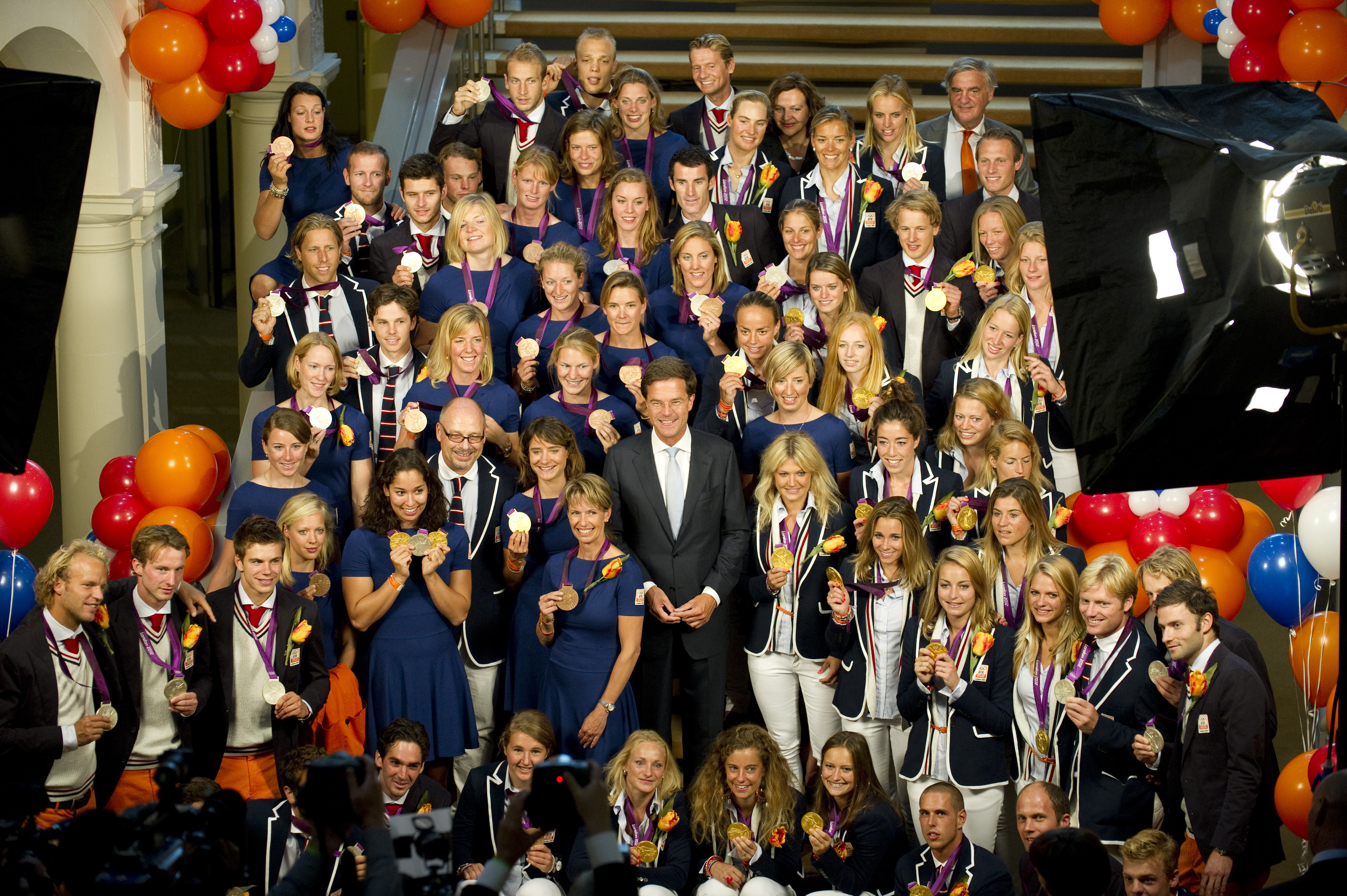
Photo d'ensemble de tout les athlètes néerlandais médaillés des jeux olympiques.

- Jeux olympiques d'été de 2012 à Londres,  Royaume-Uni
  -  Médaille d'argent

### Champions Trophy
- 2012: Médaille d'argent